# 기슬레인 맥스웰
기슬레인 노엘 매리언 맥스웰(Ghislaine Noelle Marion Maxwell, 1961년 12월 25일 ~ )은 영국-프랑스계 미국인 사교계 명사였으며 성범죄자로 유죄 판결을 받았다. 그녀는 2021년 사망한 금융가이자 유죄 판결을 받은 성범죄자인 제프리 엡스타인과 관련하여 아동 성매매 및 기타 범죄로 유죄 판결을 받았다. 2022년 뉴욕 연방 법원에서 20년의 징역형을 선고받았다.
프랑스에서 태어나 옥스퍼드에서 자란 그녀는 1980년대에 옥스퍼드 베일리얼 칼리지에 재학했고 런던 사교계의 저명한 일원이 되었다. 맥스웰은 1991년 아버지 로버트 맥스웰이 사망할 때까지 그를 위해 일했다. 그 후 그녀는 뉴욕으로 이사하여 사교계 명사로 계속 살면서 엡스타인과 관계를 맺었다. 맥스웰은 2012년 해양 보호를 위한 비영리 단체인 TerraMar Project를 설립했다. 2019년 7월 검찰이 엡스타인에 대해 성적 인신매매 혐의를 제기한 후, 같은 달에 조직은 운영 중단을 발표했다. 맥스웰은 귀화한 미국 시민이며 프랑스와 영국 시민권을 모두 보유하고 있다.
맥스웰은 2020년 7월 미국 연방 정부에 의해 미성년자 유인 및 미성년자 성적 인신매매 혐의로 체포되어 기소되었으며, 이는 엡스타인과 그녀의 관련성에 따른 것이다. 그녀는 그의 모집책 역할을 했다. 그녀는 도주 위험이 있어 보석이 거부되었고, 판사는 그녀의 "완전히 불투명한" 재정, 숨어 사는 능력, 그리고 프랑스가 자국민을 인도하지 않는다는 사실에 대해 우려를 표했다. 그녀는 2021년 12월에 미성년자 성적 인신매매 혐의를 포함하여 6가지 혐의 중 5가지에 대해 유죄 판결을 받았다. 그녀는 미성년 소녀에 대한 엡스타인의 학대에 대해 위증한 두 가지 혐의로 두 번째 형사 재판을 앞두고 있다.

## 어린 시절

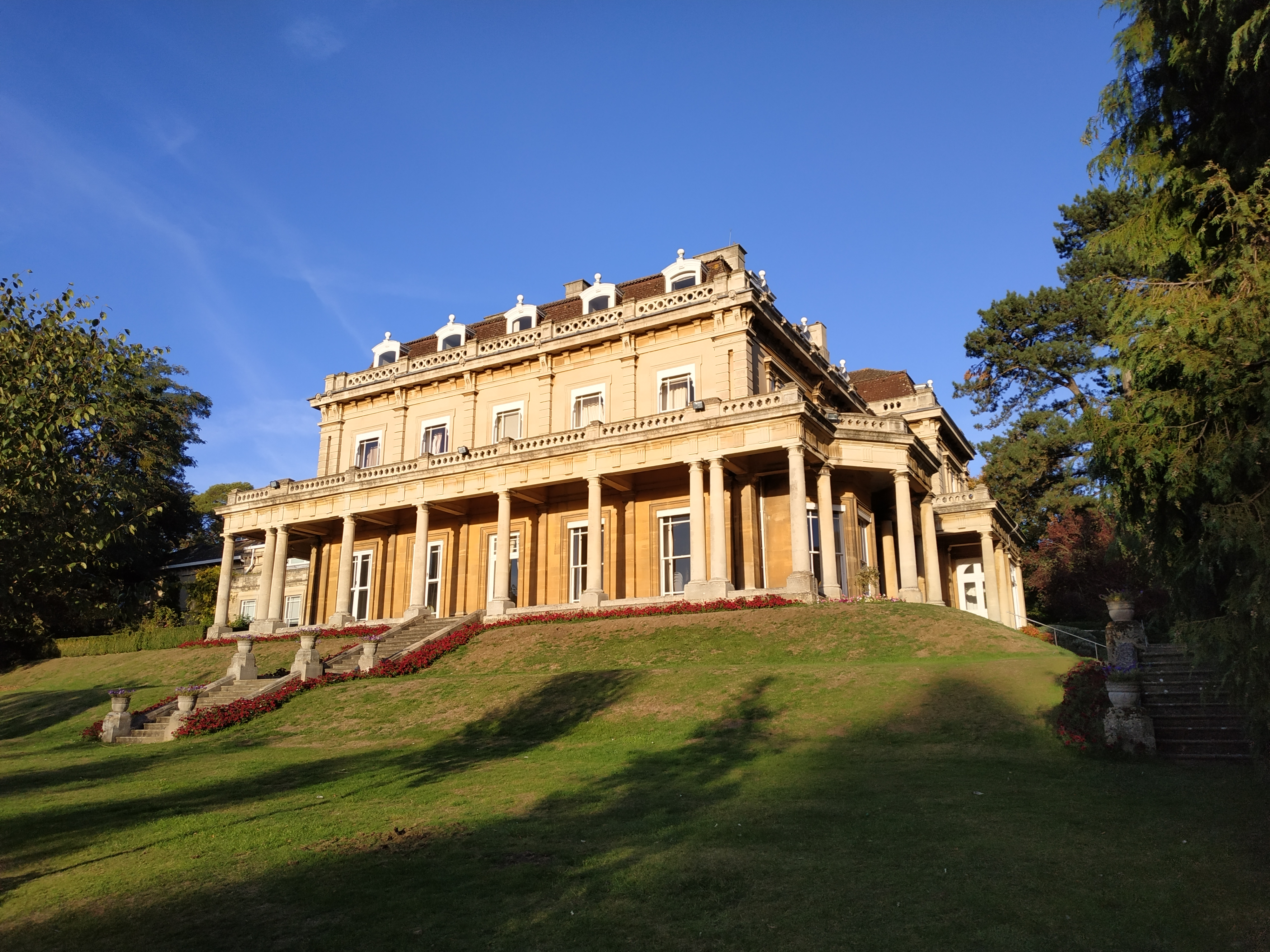
옥스퍼드의 헤딩턴 힐 홀

기슬레인 맥스웰은 1961년 12월 25일 프랑스 일드프랑스 메종라피트에서 태어났다. 프랑스 태생 학자인 엘리자베스(메이나르)와 체코슬로바키아 태생의 영국 미디어 재벌인 로버트 맥스웰(né Ján Ludvík Hyman Binyamin Hoch)의 아홉 번째이자 막내 자녀이다. 그녀의 아버지는 유대인 가문 출신이며, 어머니는 위그노 (프랑스 개신교) 혈통이었다. 맥스웰은 1967년 사망할 때까지 15세 오빠 마이클을 장기간 혼수상태에 빠뜨린 자동차 사고 이틀 전에 태어났다. 그녀의 어머니는 나중에 그 사고가 온 가족에게 영향을 미쳤고, 기슬레인이 아주 어렸을 때부터 거식증 증상을 보였다고 추측했다.
맥스웰은 어린 시절 내내 옥스퍼드의 헤딩턴 힐 홀에 있는 53개의 방이 있는 저택에서 가족과 함께 살았는데, 이곳에는 그녀의 아버지가 운영하는 출판사인 퍼거먼 프레스(Pergamon Press)의 사무실도 있었다. 그녀의 어머니는 모든 자녀가 성공회 신자로 양육되었다고 말했다. 맥스웰은 노스 옥스퍼드의 옥스퍼드 여자 고등학교에서 먼저 공부한 후 9세에 서머싯주의 에드걸리 홀 예비학교에 입학했으며, 13세에는 헤딩턴 스쿨에 입학했다. 그녀는 A-레벨을 위해 말버러 칼리지에 다녔고, 1985년에는 옥스퍼드 대학교 베일리얼 칼리지에서 현대 역사 및 언어학 학위를 취득했다.
맥스웰은 아버지와 친밀한 관계였으며 그의 총애를 받았다고 한다. 태틀러(Tatler)에 따르면, 맥스웰은 1973년에 아버지가 헤딩턴에 컴퓨터를 설치했고 그녀의 첫 직업은 왕 2200을 사용하는 훈련이었고 나중에 코드를 프로그래밍하는 것이었다고 회상했다. 타임스는 그녀가 옥스퍼드 대학교에 다니기 시작한 후 아버지가 남자친구를 집에 데려오거나 공개적으로 함께 다니는 것을 허락하지 않았다고 보도했다.

## 경력

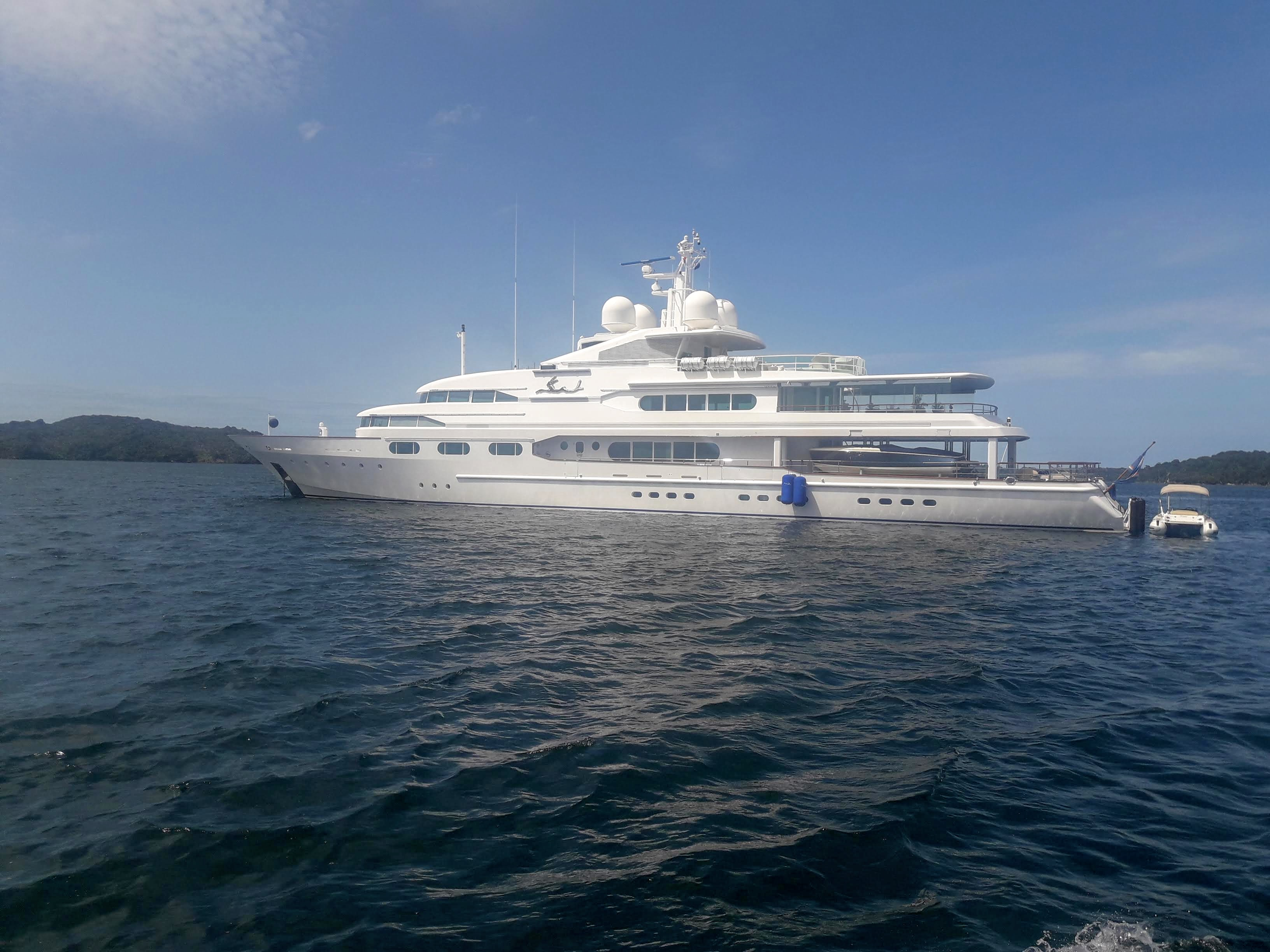
이전에는 레이디 기슬레인으로 알려진 댄싱 헤어 요트

맥스웰은 1980년대 런던 사교계에서 저명한 인물이었다. 그녀는 원래 킷-캣 클럽의 이름을 딴 여성 클럽을 설립했고, 아버지 소유 기간 동안 옥스퍼드 유나이티드 FC의 이사였다. 그녀는 또한 아버지가 설립한 출판물인 더 유러피언에서도 일했다. 선데이 타임스의 톰 바우어에 따르면, 1986년 로버트는 그녀의 이름을 딴 새 요트인 레이디 기슬레인의 명명식에 그녀를 네덜란드의 조선소로 초대했다. 그녀는 1980년대 후반에 자쿠지, 사우나, 헬스장, 디스코 시설을 갖춘 요트에서 많은 시간을 보냈다. 스코츠맨은 로버트가 "그녀를 위해 맞춤형 뉴욕 회사"를 만들기도 했다고 말했다. 기업 선물을 취급하는 그 회사는 수익성이 없었다.
선데이 타임스는 맥스웰이 1990년 11월 5일 뉴욕으로 날아가 아버지의 부탁으로 봉투를 전달했는데, 그녀는 알지 못했지만 그 봉투는 베를리츠 주주들로부터 "2억 달러를 훔치려는 아버지의 계획"의 일부였다고 보도했다.
로버트 맥스웰이 1991년 1월 뉴욕 데일리 뉴스를 인수한 후, 그는 기슬레인을 뉴욕으로 보내 자신의 특사 역할을 맡겼다. 1991년 5월, 맥스웰과 그녀의 아버지는 사업을 위해 콩코드를 타고 뉴욕으로 갔고, 그곳에서 아버지는 곧 모스크바로 떠났고 그녀는 지몬 비젠탈을 기리는 행사에 그의 이익을 대표하도록 남겨졌다.
1991년 11월, 로버트 맥스웰의 시신은 카나리아 제도와 레이디 기슬레인 근처 바다에 떠 있는 채 발견되었다. 곧이어 기슬레인은 요트가 정박해 있던 테네리페섬으로 날아가 아버지의 사업 서류를 처리했다. 그녀는 이스라엘 정보 관계자, 하임 헤르초그 대통령, 추도사를 한 이츠하크 샤미르 총리와 함께 예루살렘에서 아버지의 장례식에 참석했다. 우발적 익사라는 판결이 기록되었지만, 맥스웰은 이후 아버지가 살해당했다고 믿는다고 말했으며, 1997년에 "그는 자살하지 않았다. 그것은 그의 성격과 일치하지 않았다. 나는 그가 살해당했다고 생각한다"고 언급했다. 그의 사망 후, 로버트 맥스웰은 자신이 운영하고 많은 지분을 소유하고 있던 미러 그룹 신문(Mirror Group Newspapers)의 연금 자산을 주가를 유지하기 위해 사기적으로 유용했다는 사실이 밝혀졌다. 4억 파운드 이상의 연금 자금이 사라졌다고 알려졌으며, 32,000명의 사람들이 영향을 받았다. 맥스웰의 형제 중 두 명인 이안과 케빈은 아버지와 일상적인 사업 거래에 가장 깊이 관여했으며, 1992년 6월 19일 미러 그룹 연금 스캔들과 관련된 사기 혐의로 체포되었다. 형제들은 3년 반 후인 1996년 1월에 무죄 판결을 받았다.
맥스웰은 아버지 사망 직후인 1991년 미국으로 이주했다. 맥스웰은 아버지가 리히텐슈타인에 설립한 신탁 기금에서 연간 £80,000 (2020년 기준 £175,587에 해당)의 수입을 받았다. 1992년까지 그녀는 센트럴 파크가 내려다보이는 이란인 친구의 아파트로 이사했다. 당시 맥스웰은 매디슨가의 부동산 사무실에서 일했으며 유명인들과 어울렸다고 보도되었다. 그녀는 곧 뉴욕 사교계 명사로 널리 알려지게 되었다.

## 제프리 엡스타인과의 관계

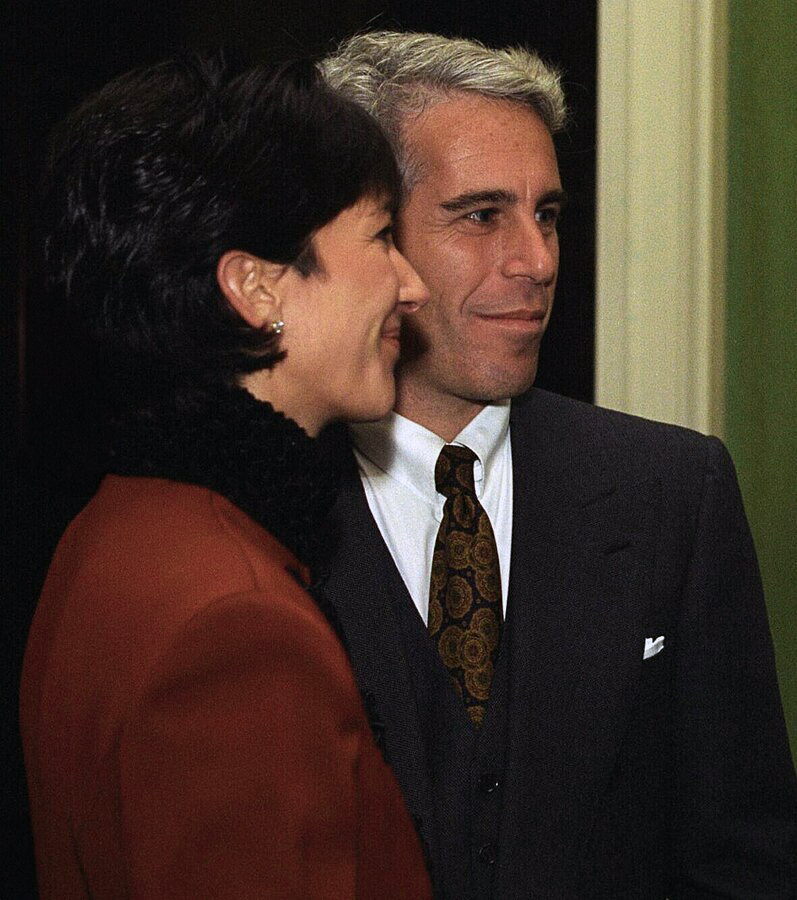
1993년 엡스타인(오른쪽)과 함께 있는 맥스웰(왼쪽)

맥스웰이 미국 금융가 제프리 엡스타인을 처음 만난 시기에 대한 기록은 다양하다. 엡스타인의 전 비즈니스 파트너인 스티븐 호펜버그에 따르면, 로버트 맥스웰은 1980년대 후반에 자신의 딸을 엡스타인에게 소개했다. 타임스는 맥스웰이 1990년대 초 뉴욕 파티에서 CIGA 호텔 가문의 잔프란코 시코냐 모초니 백작(1962–2012)과의 "어려운 이별" 후 엡스타인을 만났다고 보도했다.
맥스웰은 1990년대 초반 몇 년간 엡스타인과 연인 관계였으며, 2019년 그의 사망 때까지 25년 이상 긴밀한 관계를 유지했다. 그들의 관계의 본질은 불분명하다. 2009년 증언에서 엡스타인의 여러 가사 직원들은 엡스타인이 그녀를 "주요 여자친구"라고 불렀으며, 1992년경부터 직원들을 고용, 해고, 감독했다고 증언했다. 그녀는 또한 엡스타인의 직원들에게 "집의 안주인"으로, 그리고 "공격적인 비서"로 불리기도 했다. 2003년 배너티 페어에 실린 엡스타인 프로필에서 작가 비키 워드는 엡스타인이 맥스웰을 "가장 친한 친구"라고 불렀다고 말했다. 워드는 또한 맥스웰이 "그의 삶의 많은 부분을 조직하는" 것처럼 보였다고 언급했다.
폴리티코는 맥스웰과 엡스타인이 빌 클린턴 대통령, 도널드 트럼프, 변호사 앨런 더쇼비츠, 앤드루 왕자를 포함한 정치, 학계, 비즈니스 및 법률 엘리트 계층의 여러 저명한 인사들과 친구 관계를 맺었다고 보도했다.
맥스웰은 앤드루 왕자와의 오랜 우정과 뉴욕에서 열린 "매춘부와 포주" 사교 행사에 그를 동반한 것으로 알려져 있다. 2019년 11월 BBC와의 인터뷰에서 앤드루는 맥스웰이 옥스퍼드 대학생일 때부터 두 사람이 서로를 알고 있었다고 말했다. 그녀는 엡스타인을 앤드루 왕자에게 소개했고, 세 사람은 종종 함께 어울렸다. 2000년, 맥스웰과 엡스타인은 영국 노퍽주에 있는 여왕의 샌드링엄 하우스에서 앤드루 왕자가 주최한 파티에 참석했는데, 이는 맥스웰의 39번째 생일을 기념하기 위한 것이었다고 한다. 2019년 11월 BBC와의 인터뷰에서 앤드루 왕자는 맥스웰과 엡스타인이 자신의 초대로 행사에 참석했음을 확인했지만, 그것이 "단순한 사냥 주말" 이상은 아니었다고 부인했다.
1995년, 엡스타인은 자신의 회사 중 하나를 기슬레인 코퍼레이션으로 이름을 변경했다. 팜비치에 기반을 둔 이 회사는 1998년에 해산되었다. 훈련된 헬리콥터 조종사로서 맥스웰은 엡스타인을 그의 개인 카리브 해 섬으로 태워주기도 했다.

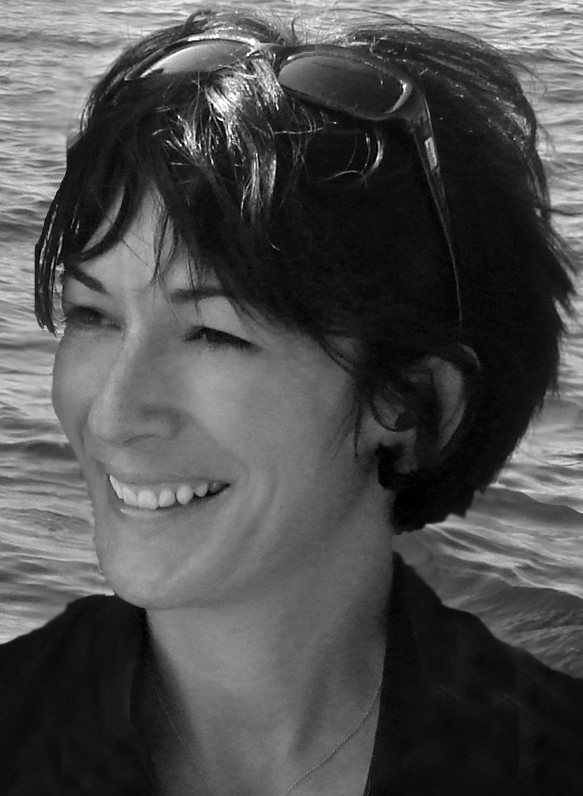
2007년의 맥스웰

2008년, 엡스타인은 미성년자를 매춘하도록 유인한 혐의로 유죄 판결을 받았고 18개월 징역형 중 13개월을 복역했다. 엡스타인이 석방된 후, 맥스웰은 계속해서 저명한 사교 행사에 참석했지만, 그녀와 엡스타인은 더 이상 대중에게 함께 보이지 않았다.
2015년 후반부터 맥스웰은 사교 행사에 거의 참석하지 않았다.

## 민사 소송 및 고발

### 민사 소송

#### 버지니아 주프레 대 맥스웰 (2015)
2015년 1월 공개된 민사 소송의 세부 사항에는 "제인 도 3"의 증언이 포함되어 있었는데, 이는 맥스웰이 1999년에 미성년자였던 자신을 모집하여 엡스타인에게 성적 서비스를 제공하도록 조종했다고 고발하는 내용이었다.
법원 문서에서 엡스타인의 고발인들은 맥스웰이 그가 저지른 학대에서 모집책, 교사, 그리고 일부 경우에서는 참가자로 활동했다고 주장한다. 팜비치 마러라고에 엡스타인의 집이 있는 스파 직원이자 16세였을 때 맥스웰이 자신을 엡스타인을 위해 모집했다고 주장하는 버지니아 로버츠 주프레는 자신의 조종의 많은 부분이 맥스웰 자신으로부터 왔다고 말했다. 그녀는 마이애미 헤럴드와의 비디오 인터뷰에서 "훈련은 즉시 시작되었다"고 말했다. "그것은 구강 성교를 어떻게 하는지, 조용히 하는지, 순종적인지, 제프리가 원하는 것을 어떻게 주는지까지 모든 것이었다. 이 훈련의 많은 부분이 기슬레인 자신으로부터 왔다. 여성으로서, 여성이 그런 일이 일어나도록 내버려두는 것이 놀랍다. 일어나는 것을 내버려둘 뿐만 아니라 당신을 그렇게 하도록 조종하는 것까지."

줄리 K. 브라운이 2018년 마이애미 헤럴드에 보도한 폭로 기사에서는 제인 도 3이 이전에 버지니아 로버츠로 알려졌던 버지니아 주프레라는 사실이 밝혀졌다. 주프레는 16세 스파 직원이던 때 팜비치의 도널드 트럼프의 마러라고 클럽에서 맥스웰을 만났다. 그녀는 맥스웰이 자신을 엡스타인에게 소개했으며, 그 후 자신과 다른 미성년자들이 "엡스타인의 즐거움을 위해 그루밍되었다"고 주장했고, 여기에는 "구강 성교 시 엡스타인의 취향에 대한 교육"도 포함되었다.
맥스웰은 엡스타인의 범죄에 대한 어떠한 개입도 반복적으로 부인했다. 2015년 성명에서 맥스웰은 엡스타인의 알선책으로 활동했다는 주장과 앤드루 왕자의 [ alleged ] 성적 학대 행위를 "조장했다"는 주장을 부인했다. 그녀의 대변인은 "기슬레인 맥스웰에 대한 주장은 사실이 아니다"라며 그녀가 "영국 언론 등지에 나타난 불쾌한 성격의 주장을 강력히 부인하며, 그러한 오래된 명예훼손 주장이 반복될 경우 배상을 청구할 권리를 유보한다"고 말했다.
주프레는 맥스웰과 엡스타인이 자신과 다른 미성년 소녀들을 인신매매했으며, 종종 뉴욕, 뉴멕시코주, 팜비치, 미국령 버진아일랜드에 있는 엡스타인의 집에서 열린 섹스 파티에 참석시켰다고 주장했다. 맥스웰은 그녀를 거짓말쟁이라고 불렀다. 주프레는 2015년 뉴욕 남부지방법원의 연방 법원에 맥스웰을 명예훼손 혐의로 고소했다. 합의 세부 사항은 공개되지 않았지만, 2017년 5월 이 사건은 주프레에게 유리하게 합의되었고, 맥스웰은 주프레에게 "수백만 달러"를 지불했다.
주프레의 가족은 그녀가 2025년 4월 25일 호주의 농장에서 자살했다고 보고했다. 그녀는 41세였고 세 자녀를 두었다.

#### 사라 랜섬 대 엡스타인 및 맥스웰 (2017)
2017년, 사라 랜섬은 뉴욕 남부지방법원에 엡스타인과 맥스웰을 상대로 소송을 제기했는데, 맥스웰이 뉴욕의 저택과 미국령 버진아일랜드의 개인 소유 카리브 제도 섬인 리틀 세인트 제임스에서 엡스타인에게 마사지를 해주도록 자신을 고용했으며, 나중에 그들의 성적 요구에 따르지 않으면 자신을 신체적으로 해치거나 경력을 망칠 것이라고 위협했다고 주장했다. 이 소송은 2018년에 비공개 조건으로 합의되었다.

#### 마리아 파머의 선서 진술서 (2019)
2019년 4월 16일, 마리아 파머는 공개적으로 뉴욕 연방 법원에 선서 진술서를 제출했는데, 1996년에 자신과 15세 여동생 애니가 각각 다른 장소에서 엡스타인과 맥스웰에게 성폭행을 당했다고 주장했다. 파머의 진술서는 앨런 더쇼비츠에 대한 버지니아 주프레의 명예훼손 소송을 지지하는 차원에서 제출되었다. 진술서에 따르면, 파머는 1995년 뉴욕의 한 미술관 리셉션에서 맥스웰과 엡스타인을 만났다. 진술서는 다음 해 여름, 그들이 억만장자 사업가 레슬리 웩스너의 오하이오 저택에서 미술 프로젝트 작업을 위해 자신을 고용했고, 그곳에서 맥스웰과 엡스타인 모두에게 성폭행을 당했다고 말한다. 파머는 뉴욕 경찰서와 FBI에 이 사건을 신고했다. 그녀의 진술서는 또한 같은 여름에 엡스타인이 애니를 자신의 뉴멕시코 부동산으로 비행기로 데려갔고, 그곳에서 그와 맥스웰이 마사지 테이블에서 그녀를 성추행했다고 진술했다.
파머는 2019년 11월 《CBS 디스 모닝》에 출연하여 1996년 성폭행 사건을 자세히 설명하고, 성폭행 후 맥스웰이 자신의 경력과 생명을 위협했다고 주장했다.

#### 제니퍼 아라오즈 대 엡스타인 유산, 맥스웰, 제인 도 1–3 (2019)
2019년 8월 14일, 제니퍼 아라오즈는 뉴욕주 대법원에 엡스타인의 유산, 맥스웰, 그리고 신원 미상의 직원 세 명을 상대로 소송을 제기했다. 이 소송은 같은 날 발효된 뉴욕주의 새로운 아동 피해자 법(Child Victims Act)에 따라 가능해졌다. 아라오즈는 나중에 2019년 10월 8일 자신의 고발을 수정하여 이전에 신원 미상이었던 여성 공범자의 이름에 레슬리 그로프, 심벌리 에스피노사, 그리고 고인인 로잘린 폰타닐라를 포함시켰다.

#### 프리실라 도 대 엡스타인 유산 (2019)
기슬레인 맥스웰은 2019년 8월 20일 뉴욕에서 제프리 엡스타인의 유산을 상대로 제기된 세 건의 소송 중 하나에 이름이 언급되었다. 소송을 제기한 여성은 "프리실라 도"로 식별되었으며, 2006년에 모집되어 맥스웰에게 엡스타인을 위한 성적 서비스를 제공하는 방법에 대한 단계별 지시를 받았다고 주장했다.

#### 애니 파머 대 맥스웰 및 엡스타인 유산 (2019)
데이비드 보이스가 대리한 애니 파머는 2019년 11월 맨해튼 연방 지방 법원에 맥스웰과 엡스타인의 유산을 상대로 강간, 폭행, 불법 감금 혐의로 소송을 제기했으며, 특정되지 않은 손해 배상을 요구했다.

#### 제인 도 대 엡스타인 유산 (2020)
2020년 1월, 맥스웰과 엡스타인을 상대로 소송이 제기되었는데, 그들은 1994년 여름 인터로켄 예술 센터에서 13세 음악 학생을 모집하여 성적 학대를 가했다고 주장했다. 이 소송은 제인 도가 4년 동안 엡스타인에게 반복적으로 성폭행을 당했으며, 맥스웰이 모집과 폭행에 모두 중요한 역할을 했다고 명시했다. 소송에 따르면, 제인 도는 다른 피해자들과 마찬가지로 아버지 없는 가정과 어려운 가정에서 왔기 때문에 엡스타인과 맥스웰의 표적이 되었다.

#### 맥스웰 대 엡스타인 유산, 대런 K. 인다이크, 리처드 D. 칸, 그리고 NES LLC (2020)
2020년 3월 12일, 맥스웰은 미국령 버진아일랜드의 상급 법원에 엡스타인의 유산에 대해 법적 비용 보상을 청구하는 소송을 제기했다. 맥스웰은 자신을 엡스타인의 오랜 직원(1998년부터 2006년까지)으로 주장하며, 미국령 버진아일랜드, 뉴욕, 뉴멕시코주, 플로리다, 파리의 부동산 자산을 관리하는 역할을 했다고 주장했다. 동시에 그녀는 그의 범죄 활동에 대한 지식이나 관련성을 부인했다. 소송에 따르면 맥스웰은 자신을 고소한 사람들에 대한 방어와 관련된 법적 비용에 대한 손해 배상을 요구하고 있으며, 이 비용은 엡스타인이 자신에게 지불하기로 약속했던 것이라고 주장했다.

#### 제인 도 대 엡스타인 유산 (2021)
맥스웰은 2021년 3월 브로워드군의 한 여성이 엡스타인의 유산을 상대로 제기한 민사 소송에 이름이 언급되었는데, 그녀는 2008년 플로리다에서 반복적으로 강간당한 후 엡스타인과 맥스웰이 자신을 인신매매했다고 주장했다.

### 법원 문서 공개 관련 분쟁
2019년 7월 2일, 미국 제2항소법원은 버지니아 주프레가 맥스웰을 상대로 제기한 이전 민사 소송의 문서들을 공개하도록 명령했다. 제프리 엡스타인은 2019년 7월 6일 뉴저지 테터버러 공항에서 체포되어 성적 인신매매 및 성적 인신매매 공모 혐의로 기소되었다. 맥스웰은 2019년 7월 17일 연방 항소 법원에 재심리를 요청하며 주프레의 소송 문서 봉인 유지를 시도했다. 2019년 8월 9일, 주프레가 맥스웰을 상대로 제기한 이전 명예훼손 소송의 첫 번째 문서 묶음이 봉인 해제되어 공개되었다. 엡스타인은 2019년 8월 10일 맨해튼 감옥에서 스스로 목을 매 자살한 것으로 알려진 후 사망한 채 발견되었다.
맥스웰과 그녀의 변호사들은 2019년 12월에 법원 문서의 추가 공개에 계속 반대했다. 로이터 통신은 2019년 12월 27일 맥스웰이 엡스타인의 범죄 활동을 조장한 혐의로 FBI 조사를 받고 있음을 확인했다. 주프레 대 맥스웰 명예훼손 소송의 추가 문서는 2020년 7월 30일 공개되었다. 이 문서에는 주프레의 증언과 맥스웰과 엡스타인 간의 최근 이메일 교환이 포함되어 있었고, 일부 서신은 2015년의 것이었다.
2024년 1월 3일, 마이애미 헤럴드의 소송에 따라 주프레의 맥스웰에 대한 민사 소송과 관련된 900페이지 이상의 이전에 봉인된 문서들이 공개되었으며, 추가 문서는 1월 4일에 공개되었다.

### 법원 문서 전달을 위한 맥스웰의 위치 파악 시도
2019년 12월 27일, 로이터는 맥스웰이 엡스타인을 도운 혐의로 FBI 수사를 받고 있는 사람 중 한 명이라고 보도했다. 엡스타인 체포 후 맥스웰은 숨어 지냈으며, 2020년 1월 30일 현재 세 건의 소송에 대한 송달을 거부한 변호사를 통해서만 법원과 소통했다. 뉴욕 타임스는 2016년까지 맥스웰이 행사에서 더 이상 사진이 찍히지 않았다고 보도했다. 2017년까지 그녀의 변호사들은 판사에게 그녀의 주소를 모른다고 주장했으며, 그녀가 런던에 있지만 영구 거주지는 없다고 생각한다고 진술했다.
맥스웰은 법적 절차 중에 연락이 되지 않는 전례가 있다. 2017년 랜섬이 맥스웰을 상대로 제기한 소송 중, 존 G. 쾰틀 지방 판사는 원고가 맥스웰에게 연락하려는 노력이 계속 좌절되었음을 이유로 "대체 송달" 동의를 승인했다. 여기에는 사설 탐정 회사 고용, 세 곳의 실제 주소로 송달 시도, 여러 이메일 주소로 정보 전송, 그리고 다른 소송에서 맥스웰을 적극적으로 대리하는 변호사들에게 정보 전달을 위한 "일반 소송 대리인"이 되기를 거부한 것이 포함되었다.
엡스타인이 자신의 고발인 몇 명을 대리하는 브래들리 에드워즈를 상대로 제기한 소송의 법원 문서에 따르면, 2010년 맥스웰은 사건에서 증언을 하기로 동의했지만, 에드워즈가 뉴욕으로 비행기를 타고 그녀의 증언을 받기 하루 전날 "죽음을 앞둔 어머니와 함께하기 위해 영국으로 돌아가야 한다고 주장하며" 미국으로 돌아올 의도 없이 출국한 것으로 알려졌다. 그러나 맥스웰은 한 달 안에 첼시 클린턴의 결혼식에 참석하기 위해 돌아왔다.
2020년 1월, 맥스웰은 2019년과 2020년에 자신에게 직접 제기된 몇몇 소송(파머와 아라오즈의 소송 포함)에 대해 자신의 변호사들이 송달을 받도록 허용하는 것을 거부한 것으로 보도되었다. 맥스웰의 변호사들은 주프레 대 맥스웰 소송의 추가 법원 문서 공개에 대해 그녀를 대변하여 계속해서 주장했지만, 그들은 그녀의 소재지를 모르거나 그녀에게 제기된 소송을 수락할 권한이 없다고 주장했다.
미국령 버진아일랜드 당국은 소환장을 전달하려고 3년 반 동안 맥스웰의 위치를 파악하는 데 실패했다. 미국령 버진아일랜드 검찰은 맥스웰을 엡스타인의 유산에 대한 소송에서 "핵심 사실 증인"으로 간주한다. 2020년 7월 10일 공개된 미국령 버진아일랜드 법무부의 법원 문서에 따르면, 맥스웰은 미국령 버진아일랜드에서 엡스타인의 성적 인신매매 작전에 참여한 혐의로도 조사를 받고 있었다.

## 형사 혐의

### 체포 및 기소

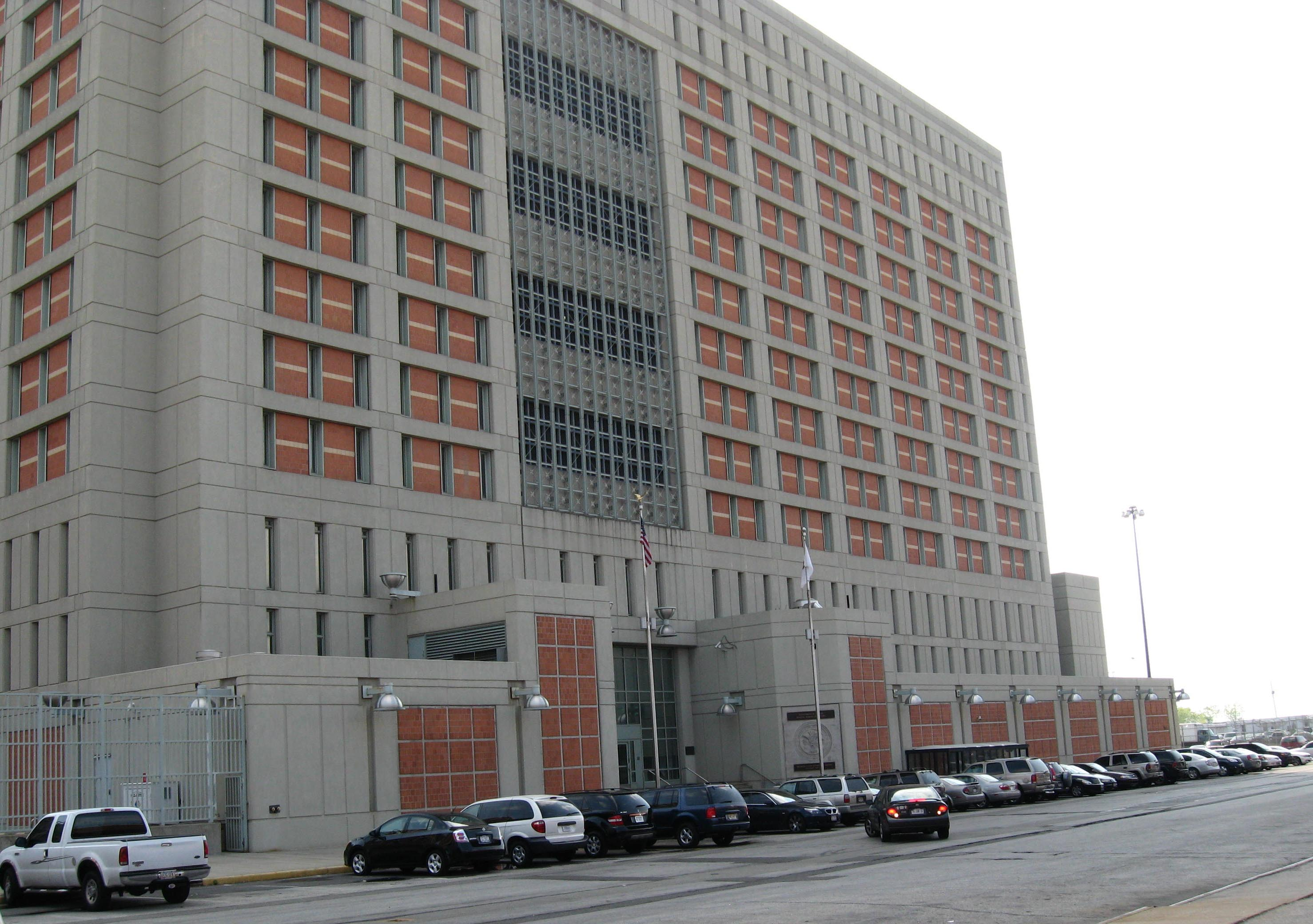
브루클린 메트로폴리탄 구치소

맥스웰은 엡스타인 및 기타 인물을 위해 미성년 소녀들을 알선하고 성적 인신매매했다는 지속적인 혐의에 직면했으며, 그녀는 이 혐의를 부인했다. 맥스웰은 2020년 7월 2일 FBI에 의해 뉴햄프셔주 브래드퍼드에서 체포되었는데, 이는 그녀가 변호사 중 한 명, 남편 스콧 보거슨, 여동생 이사벨에게 전화를 거는 데 사용한 전화에 IMSI-포획기 ("스팅레이") 휴대폰 추적 장치를 사용하여 그녀를 추적한 결과였다.
미국 지방 검사 오드리 스트라우스가 이끄는 검찰은 맥스웰에게 미성년자 유인, 아동 성적 인신매매, 위증 등 6가지 연방 범죄 혐의를 적용했다. 기소장에 따르면 1994년부터 1997년 사이에 그녀는 세 명의 익명 피해자 중 한 명이 14세임을 알고 있었음에도 불구하고 미성년 소녀들에 대한 학대를 "지원, 조장, 기여"했다.
2021년 4월 28일 기준, 맥스웰은 뉴욕 브루클린 메트로폴리탄 구치소에 수감되어 있었다. 변호사들은 네이선 판사에게 그녀를 500만 달러의 보석금으로 풀어주고 재판을 기다리는 동안 자택 감시를 요청했다. 맥스웰은 2020년 7월 14일 맨해튼 법원에 화상 링크를 통해 출석하여 무죄를 주장했다. 2002년 이후 귀화한 미국 시민으로 프랑스와 영국 여권을 모두 소지한 맥스웰은 "완전히 불투명한" 재정, 숨어 사는 능력, 프랑스가 자국민을 인도하지 않는다는 사실에 대한 우려로 인해 도주 위험으로 보석이 거부되었다. 판사는 재판 날짜를 2021년 7월 12일로 정했다.
맥스웰의 변호사는 2020년 12월 18일 보석 요청을 재차 강조했으며, 맥스웰이 재판을 기다리는 동안 24시간 감시 하에 뉴욕의 친구 집에서 거주할 것을 제안했다. 그녀의 남편 스콧 보거슨은 미래 출석을 보장하기 위해 2,200만 달러의 담보를 제공했다. 2020년 12월 28일, 추가 보석 요청은 판사에 의해 다시 거부되었다. 맥스웰의 보석 요청은 피해를 주장하는 애니 파머가 반대했다.
2021년 1월 19일, 법원 심리가 QAnon 신봉자들의 방해를 받았는데, 이들은 맥스웰이 아동을 성매매하는 아동 희생 사탄주의자 자유주의 엘리트들의 음모와 공모하고 있다고 믿으며 불법적으로 유튜브에 절차를 실시간 스트리밍했다.
2021년 1월 26일, 맥스웰의 변호사들은 대배심 기소에 이의를 제기하며, 기소가 법 위반이 발생했다고 주장되는 관할권의 민족적 다양성을 반영하지 못했다고 주장했다.
2021년 3월 29일, 미국 검찰은 미성년자 성적 인신매매 및 성적 인신매매 공모 혐의를 추가했으며, 맥스웰이 2001년부터 2004년까지 팜비치에 있는 엡스타인의 집에서 14세 소녀를 포함한 네 번째 소녀를 성행위에 참여하도록 그루밍한 혐의를 주장했다. 맥스웰은 추가 혐의에 대해 무죄를 주장했으며, 미성년자 성적 인신매매 및 성적 인신매매 공모를 포함한 6가지 혐의 외에 2가지 위증 혐의에 직면했다.
맥스웰의 변호사들은 그녀의 구금 조건에 대해 정기적으로 항의했는데, 여기에는 제프리 엡스타인 사망 사건에 대한 자살 가능성을 막기 위해 15분마다 눈에 빛을 비춰 잠을 방해하고, 수면 마스크를 거부하는 것 등이 포함되었다. 데이비드 마커스 변호사는 "그녀가 자살할 증거는 없다. 그들이 그렇게 하는 것은 제프리 엡스타인이 그들의 감시 하에 죽었기 때문이다"라며 "그녀는 제프리 엡스타인이 아니며, 이건 옳지 않다"고 항의했다.

### 성적 인신매매 재판
2021년 4월, 미국 지방 판사 앨리슨 네이선은 맥스웰이 성적 인신매매 혐의와 위증 혐의로 두 번의 별도 재판을 받을 것이라고 판결했다. 네이선은 맥스웰의 변호사들이 2021년 3월에 추가된 새로운 혐의가 재판 준비에 충분한 시간을 주지 않는다고 성공적으로 주장한 후 첫 재판을 2021년 11월 29일로 연기했다. 맥스웰은 2021년 11월 15일 법원에 출석했다. 재판은 11월 29일 시작 진술과 함께 시작되었다. 40명에서 60명 사이의 후보 중에서 12명의 배심원과 6명의 예비 배심원이 선정되었다.
심리학 교수 엘리자베스 로프터스는 변호인 측의 전문가 증인으로 소환되어 허위 기억 증후군에 대한 증언을 제공했다.
맥스웰은 증언하지 않기로 결정하며 판사에게 "판사님, 정부는 합리적인 의심을 넘어 사건을 입증하지 못했습니다. 따라서 제가 증언할 필요가 없습니다"라고 말했다. 맥스웰 가족의 대변인은 이전에 그녀가 증언하기에 "너무 약하다"고 말한 바 있다.
2021년 12월 초, 맥스웰의 재판을 모니터링하는 "@TrackerTrial"이라는 트위터 계정이 정지되었다. 이 계정은 정지되기 전 2주 동안 52만 5천 명의 팔로워를 보유하고 있었다.
12월 28일, 코로나19 감염이 도시에서 증가함에 따라 네이선 판사는 배심원들의 착석 시간을 연장했는데, 이는 배심원 감염으로 인해 오심 가능성이 높아질 것을 우려했기 때문이었다.

#### 유죄 판결
2021년 12월 29일, 맥스웰은 미국 연방 법원에서 배심원단에 의해 최대 65년의 징역형에 해당하는 5가지 성적 인신매매 관련 혐의에 대해 유죄 판결을 받았다. 혐의 내용은 다음과 같다: 미성년자 성적 인신매매 1건 (최대 40년), 범죄적 성행위를 목적으로 한 미성년자 운송 1건 (10년), 그리고 초어트 중범죄 공모 3건 (총 15년).
맥스웰은 불법적인 성행위를 위해 미성년자를 여행하도록 유인한 혐의에 대해서는 무죄 판결을 받았다. 맥스웰의 가족은 항소 절차가 시작되었다고 말했다.
증언 중에 본명을 사용한 유일한 증인인 애니 파머는 재판 후 "이 판결이 필요한 모든 사람에게 위안을 주기를 바란다... 아무리 큰 권력과 특권을 가진 사람이라도 젊은이들을 성적으로 학대하고 착취할 때는 책임을 지게 될 것이다"라고 말했다.
배심원 중 한 명이 배심원 선정 과정에서 어린 시절 성적 학대를 당한 사실을 공개하지 않았다는 이유로 재심이 요청되었다. 그는 재판 진행 중에 다른 배심원들에게 그 학대에 대한 이야기를 공유했다. 2022년 4월 1일, 판사는 배심원이 어린 시절 학대를 공개하지 않은 것이 새로운 재판을 정당화하지 못한다고 판단하고 맥스웰의 판결 취소 요청을 기각했다.
2022년 6월 28일, 맥스웰은 징역 20년을 선고받았다. 검찰은 최소 30년형을 구형하고 있었다. 그녀는 선고를 앞두고 며칠 동안 교도소 직원으로부터 위협을 받았다고 불평했지만, 위협의 성격에 대한 구체적인 내용은 밝히지 않았다. 그녀는 6월 24일에 자살 감시 대상이 되었지만, 정신과 팀에게 자살 의사가 없다고 말했다. 그녀의 변호사들이 요청한 선고 연기 관련 요청은 기각되었다. 그녀는 7월 7일에 항소했다. 2022년 7월 25일, 맥스웰은 브루클린 메트로폴리탄 구치소에서 여성 수감자를 위한 저보안 연방 교도소인 FCI 탤러해시로 이송되었다. 그녀는 2037년 7월 17일에 석방될 예정이다. 2022년 8월, 그녀의 전 변호사들은 맥스웰이 법률 비용 87만 8천 달러를 지불하지 않았다며 그녀를 고소했다.
2024년 9월 17일, 맨해튼의 미국 제2항소법원 판사 세 명은 맥스웰의 다섯 가지 유죄 판결과 형량을 유지했다. 이에 대해 그녀의 변호사는 미국 연방 대법원에 항소할 것이라고 밝혔다.

### 위증 재판
맥스웰은 2015년 민사 소송에서 미성년 소녀에 대한 엡스타인의 학대에 대해 위증한 두 가지 혐의로 두 번째 형사 재판을 앞두고 있다. 각 혐의는 최대 5년의 징역형에 해당한다. 검찰은 그녀가 예정대로 선고를 받으면 위증 혐의를 취하할 것이라고 밝혔다. 봉인된 상태로 제출된 새 재판 요청서에 이어, 검찰은 2022년 2월 4일 판사에게 맥스웰의 재심 주장이 "공개적으로 문서화되어야 한다"고 말했으며, 판사는 제출을 봉인해야 하는 이유가 공개되어야 한다고 말했다.

## TerraMar Project
2012년 맥스웰은 해양 보호를 옹호하는 비영리 단체인 TerraMar Project를 설립했다. 그녀는 텍사스 대학교 댈러스에서 테라 마르를 위한 강연을 했고, 2014년 TEDx 샬러츠빌에서 TED 강연을 했다. 맥스웰은 2013년 테라 마르 이사회 멤버인 스튜어트 벡과 함께 두 차례 유엔 회의에 참석하여 프로젝트에 대해 논의했다.
테라 마르 프로젝트는 뉴욕 연방 검찰이 엡스타인에 대한 성적 인신매매 혐의를 공개한 지 일주일도 채 안 된 2019년 7월 12일 폐쇄를 발표했다. 관련된 영국 기반 회사인 테라 마르 (UK)는 맥스웰을 이사로 등재했다. 영국 조직 폐쇄 신청은 2019년 9월 4일에 이루어졌으며, 런던 가제트의 첫 공고는 2019년 9월 17일에 이루어졌다. 테라 마르 (UK)는 2019년 12월 3일에 공식적으로 해산되었다.

## 개인 생활
1997년 이후로 맥스웰은 벨그라비아, 런던에 거주지를 유지했다. 2000년, 맥스웰은 뉴욕 이스트 65번가에 있는 7,000-제곱피트 (650 m2) 규모의 타운하우스로 이사했는데, 엡스타인의 저택에서 10블록도 채 떨어지지 않은 곳이었다. 맥스웰의 타운하우스는 익명의 유한책임회사가 495만 달러에 매입했으며, 주소는 J. 엡스타인 & 컴퍼니 사무실과 일치한다. 구매자를 대리한 사람은 엡스타인의 오랜 변호사인 대런 인다이크였다. 2016년 4월, 이 부동산은 1,500만 달러에 팔렸다.
엡스타인과의 개인적, 직업적 관계에 이어 맥스웰은 몇 년간 게이트웨이 컴퓨터의 창립자인 테드 웨이트와 연인 관계였다. 그녀는 2010년 첼시 클린턴의 결혼식에 웨이트의 손님으로 참석했다. 맥스웰은 웨이트가 고급 요트인 플랜 B를 구입하고 개조하는 데 도움을 주었으며, 그들의 관계가 2010년 말 또는 2011년 초에 끝날 때까지 프랑스와 크로아티아 여행에 사용했다.
2019년 8월 15일, 맥스웰이 2007년부터 외교협회의 상주 연구원인 스콧 G. 보거슨의 맨체스터바이더시 집에서 살고 있었다는 보도가 나왔으며, 보거슨은 2020년 10월 맥스웰을 둘러싼 언론의 관심 때문에 자신이 설립한 헤지펀드인 카고메트릭스의 CEO 자리에서 물러났다. 맥스웰과 보거슨은 수년간 연인 관계를 유지했다고 한다. 맨체스터바이더시 주민들은 맥스웰이 자신의 전체 이름 대신 "G"라고 불리며 조용하게 지냈고, 해변을 따라 비즐라 개와 함께 산책하는 모습이 여러 번 목격되었다고 말했다.
보거슨과 맥스웰은 2019년 인근 주민들과의 해지된 접근권 문제에 대한 민사 분쟁 중 보거슨의 거주지인 피핀 하우스와 관련하여 매사추세츠주 토지법원에 문서를 제출했다. 인근 부동산 관리인은 맥스웰과 보거슨이 해당 부동산에서 함께 살고 있었다고 증언했다. 다른 이들은 그들이 아침에 함께 조깅하는 모습이 여러 번 목격되었다고 말했다.
보거슨은 2019년 8월에 맥스웰이 현재 그 집에 살고 있지 않으며 어디에 있는지도 모른다고 진술했다. 2019년 8월 15일, 뉴욕 포스트는 맥스웰이 로스앤젤레스의 패스트푸드점에서 식사하는 사진을 공개하며 "포스트는 사교계 명사가 상상할 수 있는 가장 예상치 못한 장소, 즉 로스앤젤레스의 패스트푸드점에서 숨어 지내는 것을 발견했다"고 주장했다. 이 사진들은 나중에 맥스웰의 친구이자 변호사인 리아 사피안과의 만남에서 찍힌 것으로 밝혀졌고, 그녀는 다른 사진들을 데일리 메일에 제공했다.
맥스웰은 2019년 후반에 뉴햄프셔주 브래드퍼드의 외딴 156 ac (63 ha) 규모 부동산으로 이사했으며, 2020년 7월 체포될 때까지 전직 영국 군인을 개인 경호원으로 사용했다. 기소인부절차 당시 연방 검찰은 맥스웰이 결혼했다고 진술했지만, 그녀는 배우자의 신원이나 각자의 재정 상태를 공개하지 않았다. 2020년 12월, 그녀가 2016년에 보거슨과 결혼했다는 사실이 밝혀졌다.